# Torriana

Torriana (Scurghèda oppure e Bórg en dialecte romagnol) est une commune de la province de Rimini dans l'Émilie-Romagne en Italie.

## Géographie
À 18 km de Rimini, face à Verucchio, Torriana et son château de Montebello dominent la vallée du Marecchia et marquent le passage du fleuve en plaine.

La cité a une altitude moyenne de 267 m (mini =78, mai=455m)et est distante des principales villes de la région de :
- Rimini 18,6 km
- Forlì 34,3 km
- Ravenne 44 km
- Bologne 100 km
- Milan 302 km
- Rome 233 km

Torriana a accès direct à la route provinciale SP258 qui mène de Rimini à Sansepolcro en Toscane, ou à la route nationale SS9 Via Emilia et l’autoroute italienne A14.

## Histoire

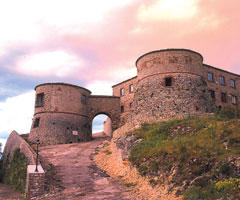
la Rocca de Montebello (Torriana)

Le toponyme du château était Castrum Scorticata (la Scorticata) jusqu’en 1938 quand Mussolini changea le nom en Torriana par référence à la tour carrée du XIIIe siècle qui domine un des deux sommets au-dessus de la vallée du Marecchia.
L'histoire de Torriana est étroitement liée à sa forteresse de Montebello, aux familles Malatesta, Montefeltro et Guidi.

### Histoire de l'émigration en France
Torriana est un centre historique lié à l’émigration italienne en direction de la France, spécialement vers la Lorraine, et en premier vers la commune de Hussigny-Godbrange, tant est que, par l’usage du dialecte romagnol, le nom de Hussigny en langue française devient "Basse - Italie" - et en anglais "Hussigny-little Italy".

## Monuments et lieux d’intérêt

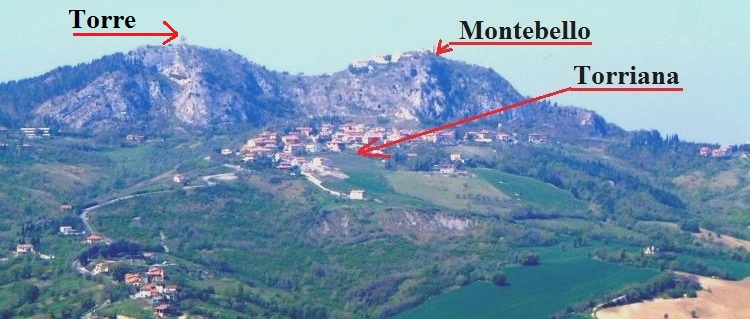

le bourgle bourg de Torriana est posé aux pieds d’un massif de calcaire, entouré d’une végétation dense qui, un temps, était occupée par diverses fortifications.
la roccaconnue comme rocca de Montebello, le château est muni de deux tours cylindriques entre une grande porte d’accès, d’une citerne, de muraille et d’une tour d’habitation. Une terrasse permet d’admirer le panorama de la vallée et des autres cités fortifiées (présence d’une auberge).
la tour carréeà une centaine de mètres de la Rocca, la tour carrée du XIIIe siècle s’élève sur le deuxième éperon rocheux, à l’aplomb de Torriana et de la vallée du Marecchia. Cette tour était autrefois reliée à la rocca.
l’église de San VicinoEdifice datant de 1854.
Piazza Allendeplace au centre de la cité, un balcon au bord de la vallée pour en admirer le panorama.
l’albero dell’acqual’arbre des eaux, fontaine créée par le poète Tonino Guerra, sur la place du bourg.
la tour campanileau centre du bourg, la tour faisant partie de l’église Saint Philippe, détruite pendant le dernier conflit mondial, dotée d’une cloche et d’un point de vue à 360 degrés et 400 m d’altitude, servait de guet et de point d’alerte au-dessus de la vallée, face à la rocca de Verucchio. Aujourd’hui, la tour et son horloge sont accolées à la mairie (337 m d’altitude).

## Économie
Petit village touristique, visité pour son panorama sur la vallée et la forteresse de Montebello, dont une partie est aménagé en restaurant.

## Administration
| Période                                  | Période  | Identité        | Étiquette | Qualité |
| ---------------------------------------- | -------- | --------------- | --------- | ------- |
| 14 juin 2004                             | En cours | Franco Antonini |           |         |
| Les données manquantes sont à compléter. |          |                 |           |         |

### Hameaux
- fraction : Montebello;
- localités : Gessi, Gemmiano, Colombare, Bruciatini, Franzolini, Palazzo, Polverella, Sodo Comune

### Communes limitrophes
Borghi, Novafeltria, Poggio Berni, San Leo, Sogliano al Rubicone, Verucchio

## Galerie de photos

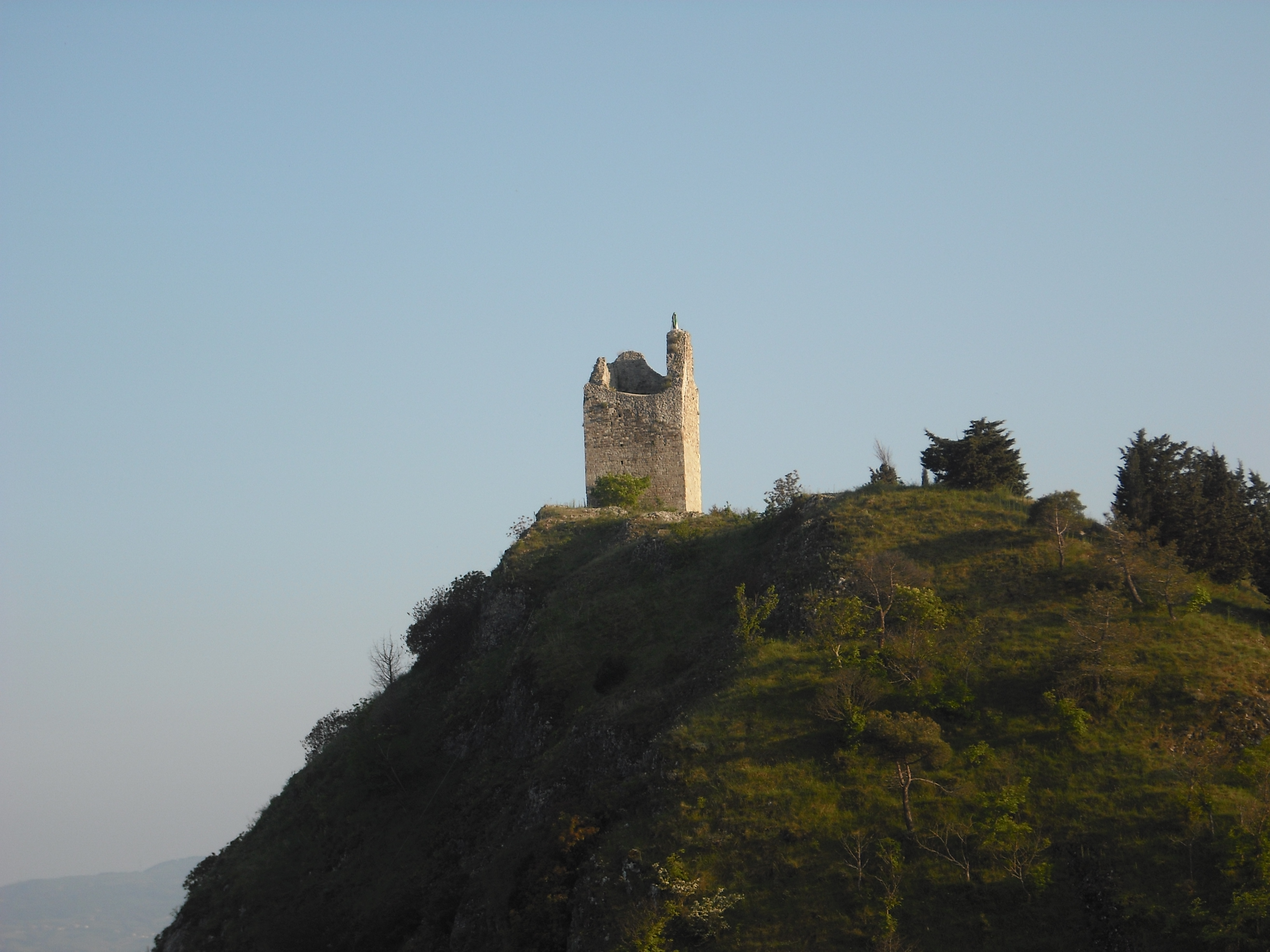
Tour carrée de Torriana
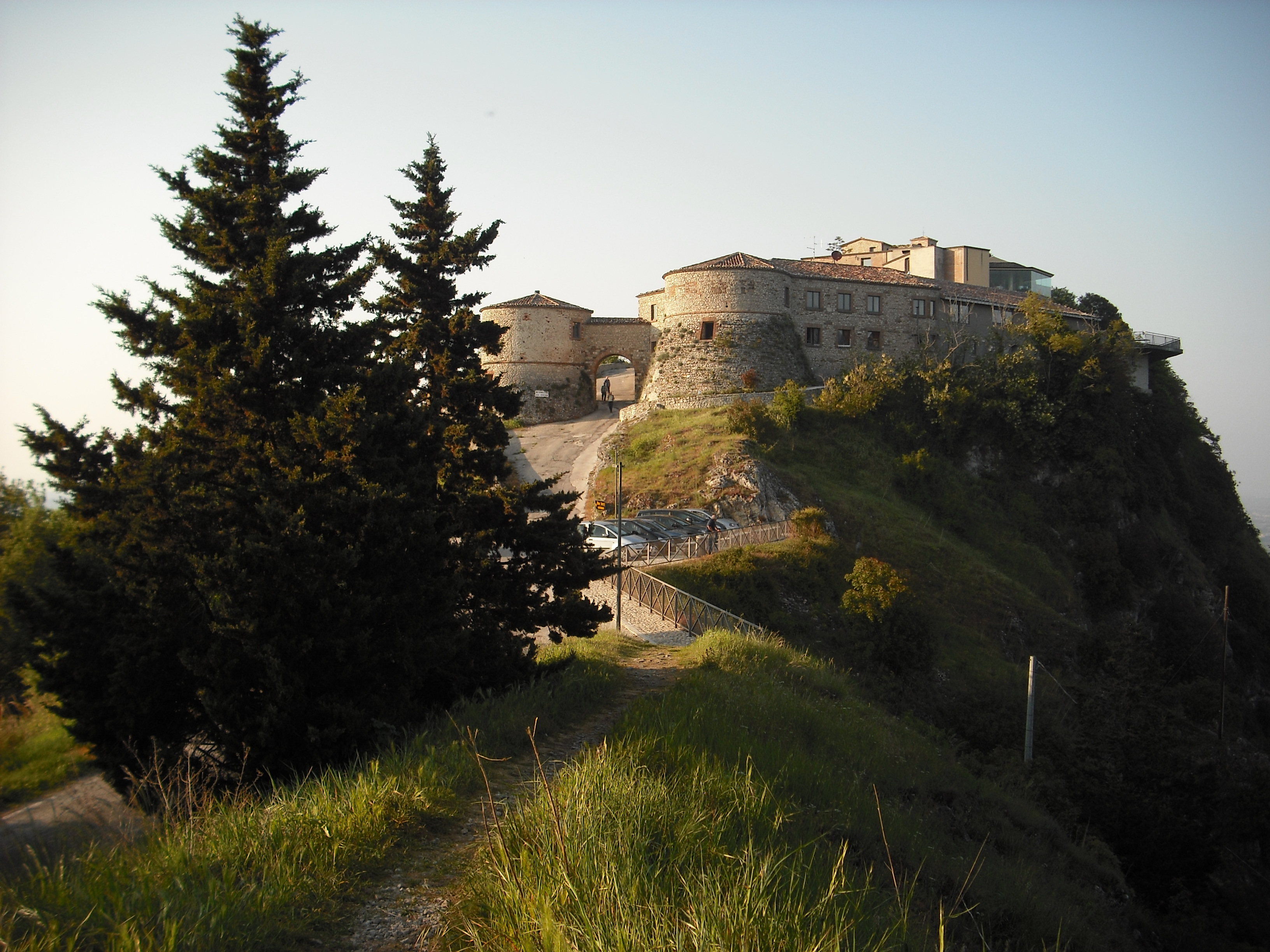
Rocca de Torriana
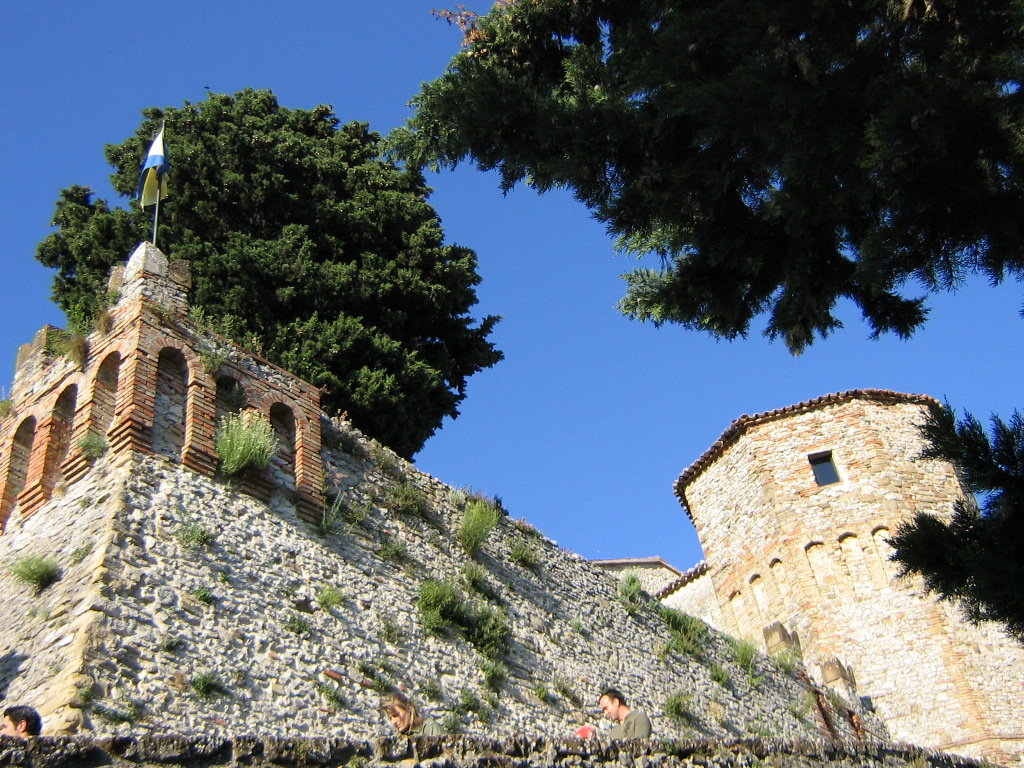
Montebello: Murs du château castello
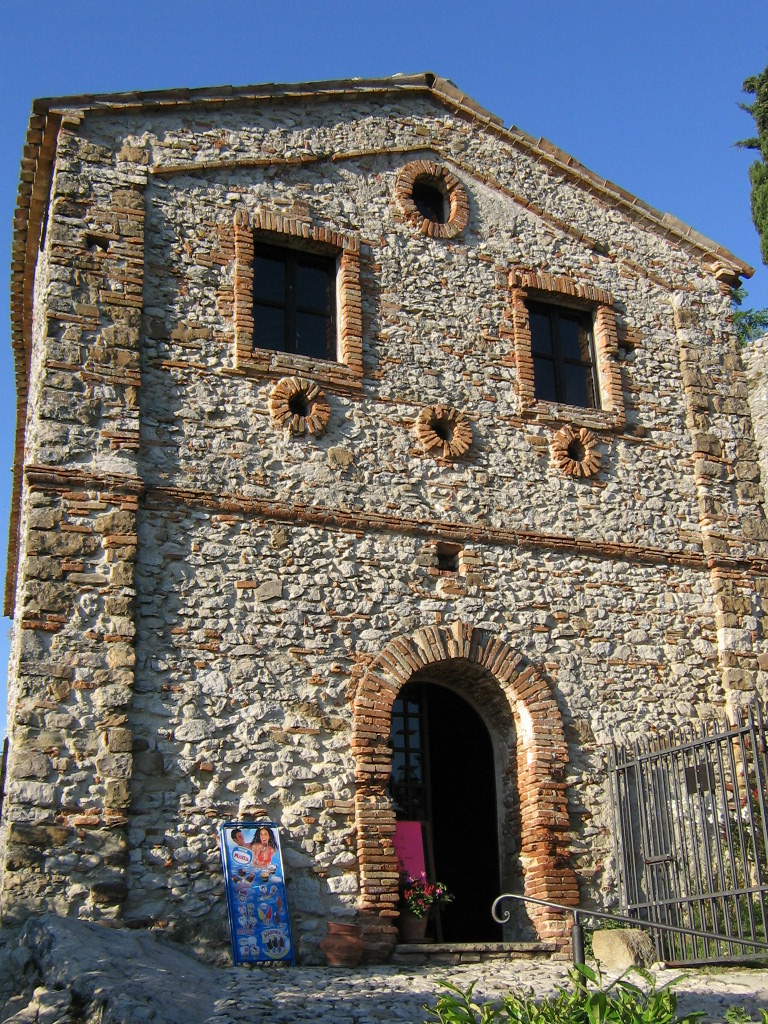
Montebello: Paroisse ancienne

## Population

### Évolution de la population en janvier de chaque année
| 1861  | 1901  | 1921  | 1951  | 1961  | 1971 | 1981 | 1991  | 2001  |
| ----- | ----- | ----- | ----- | ----- | ---- | ---- | ----- | ----- |
| 1 440 | 1 944 | 2 172 | 2 014 | 1 386 | 952  | 929  | 1 002 | 1 174 |

| 2011  | - | - | - | - | - | - | - | - |
| ----- | - | - | - | - | - | - | - | - |
| 1 777 | - | - | - | - | - | - | - | - |

### Ethnies et minorités étrangères
Selon les données de l’Institut national de statistique (ISTAT) au 1er janvier 2011 la population étrangère résidente était de 167 personnes.
Les nationalités majoritairement représentatives étaient :
| Pos. | Pays    | Population |
| ---- | ------- | ---------- |
| 1    | Maroc   | 75         |
| 2    | Ukraine | 16         |